# Malmö Museum
Malmö Museum (kaldet Malmö Museer fra 1985–2023) er et kommunalt og regionalt museum i Malmø, Sverige. Museet har udstillinger om teknologi, søfart, naturhistorie og historie. Malmø Museum har også et akvarium. Udstillingerne er primært placeret på Slottsholmen og i Teknikens och sjöfartens hus. På Slottsholmen i Malmøhus er Malmø Kunstmuseum også indrettet. Museets forskellige afdelinger inkluderer Ebbas hus, Kommendanthuset, Slotsmøllen, HMS U3 (foran Teknikens och sjöfartens hus) og Wowragården.
Malmö Museum er også et videnskabscenter, der inkluderer udstillinger om planeter, fartøjer, muskler, maskiner, jorden og naturen.
Malmö Museum er også ansvarlig for arkæologi og marinarkæologi i området. Siden 2021 har Biljana Topalova-Casadiego været direktør for museet.
Den 22. april 2023 blev Wisdome 360° Dome Biograf doneret til museet af Knut og Alice Wallenbergs Fond og andre, og indviet i en delvist ombygget Tekologi & Maritim Museum. Teatret og de omgivende området er del af en serie lignende faciliteter i Sverige, der viser film om rumfart og videnskabelig forskning og samarbejder med forskellige universiteter. Malmö Museum havde 633.152 besøgende i 2023, og var det fjerde mest besøgte museum i Sverige, og det er nu Sveriges største museum uden for Stockholm.